# Giovanni Lodovico Bianconi
 (décembre 2024).
Giovanni Lodovico Bianconi, né à Bologne le 30 septembre 1717 et mort à Pérouse le 1er janvier 1781, est un philosophe et médecin italien.

## Biographie
Giovanni Lodovico Bianconi nait à Bologne le 30 septembre 1717. Dès l’âge de dix-neuf ans, après avoir fait son cours d’études à l’institut, il est en état d’être médecin assistant dans l’un des hôpitaux de sa patrie : il s’y exerce pendant quatre ans, est reçu docteur en 1742, et, l’année d’après, élu membre de l’académie annexée à l’institut des sciences. Il publie, en 1743 et 1744, une traduction italienne de l’Anatomie de Winslow, sous ce titre : Esposizione anatomica della struttura del corpo umano del signor Winslow, etc., 6 vol. in-8°. Cet ouvrage amène en 1744 le landgrave de Hesse-Darmstadt, prince et évêque d’Augsbourg, à l’y appeler auprès de lui. Bianconi y séjourne six ans. Il y écrit deux lettres sur des questions de physique, adressées à son ami, le célèbre marquis Scipione Maffei : Due Lettere di fisica, etc., Venise, 1746, in-4°. Il y écrit aussi, en français, une dissertation sur l’Électricité, adressée à son autre savant ami, le comte Francesco Algarotti, publiée en Hollande, en 1748, in-8°, traduite aussitôt et imprimée à Bâle ; enfin il y commence seul, en français, un Journal des nouveautés littéraires d’Italie, qu’il fait imprimer à Leipzig (avec la date d’Amsterdam aux dépens de la compagnie, 1748 et 1749, in-8°), et qu’il conduit jusqu’à la fin du 3e volume. Sa célébrité, répandue dans toute l’Allemagne, engage plusieurs sociétés savantes à se l’associer : il est reçu, en 1749, à l’Académie de Berlin. Il se rend, en 1750, à la cour de Dresde, avec un bref de recommandation du pape Benoît XIV pour le roi de Pologne Auguste III. Ce monarque le nomme son conseiller aulique. Bianconi épouse, en 1753, Éléonore d’Essen, fille du grand bailli de Dresde, conseiller aulique et de justice du roi de Pologne. Cet établissement honorable fait presque disparaître en lui la qualité d’étranger. La cour de Dresde l’emploie dans des affaires importantes ; l’envoie, en 1760, à la cour de France, pour une mission délicate et enfin le nomme, en 1764, ministre résident en cour de Rome. Dès qu’il y arrive, ses premiers goûts littéraires reprennent toute leur vivacité. Il a publié, l’année précédente, dix lettres sur la Bavière qui ont eu beaucoup de succès : Lettere sopra alcune particolarità della Baviera e di altri paesi della Germania, Lucques, 1763. On vit paraître de lui, dans plusieurs recueils, des compositions élégantes en prose et en vers. Il donna la première impulsion à la création des Effemeridi letterarie di Roma, et il les enrichit souvent de ses productions. On y distingue ses éloges du docteur Lupacchini, de Piranesi et d'Mengs. Ce dernier éloge est réimprimé séparément, avec des additions, en 1780. Dans ses douze Lettres italiennes sur Cornelius Celsus, imprimées à Rome, 1779, il rend au siècle d’Auguste ce célèbre médecin, que l’opinion commune, et celle même du savant Tiroboschi à qui elles sont adressées, ne place que dans l’âge de la littérature latine qu’on appelle le siècle d’argent. Il se préparait à donner une édition de cet auteur, corrigée sur un grand nombre de manuscrits qu’il avait collationnés dans ses voyages ; il avait aussi rassemblé des matériaux pour une nouvelle vie de Pétrarque, d’autres destinés à éclaircir tout ce qui regarde l’exil d’Ovide. Il méditait enfin plusieurs ouvrages philosophiques et littéraires, lorsqu’il mourut subitement à Pérouse, le 1er janvier 1781. Le chevalier Annibale Mariotti de Pérouse fait imprimer peu de temps après, à sa louange, une élégante oraison funèbre. Cette même année, on publie ses Due Lettere postume intorno a Pisa e Firenze, Lucques, 1781. Il avait laissé tout préparé un ouvrage écrit en italien et en français, sur le cirque de Caracalla.